# Le Bœuf sur le Toit (Kabarett)

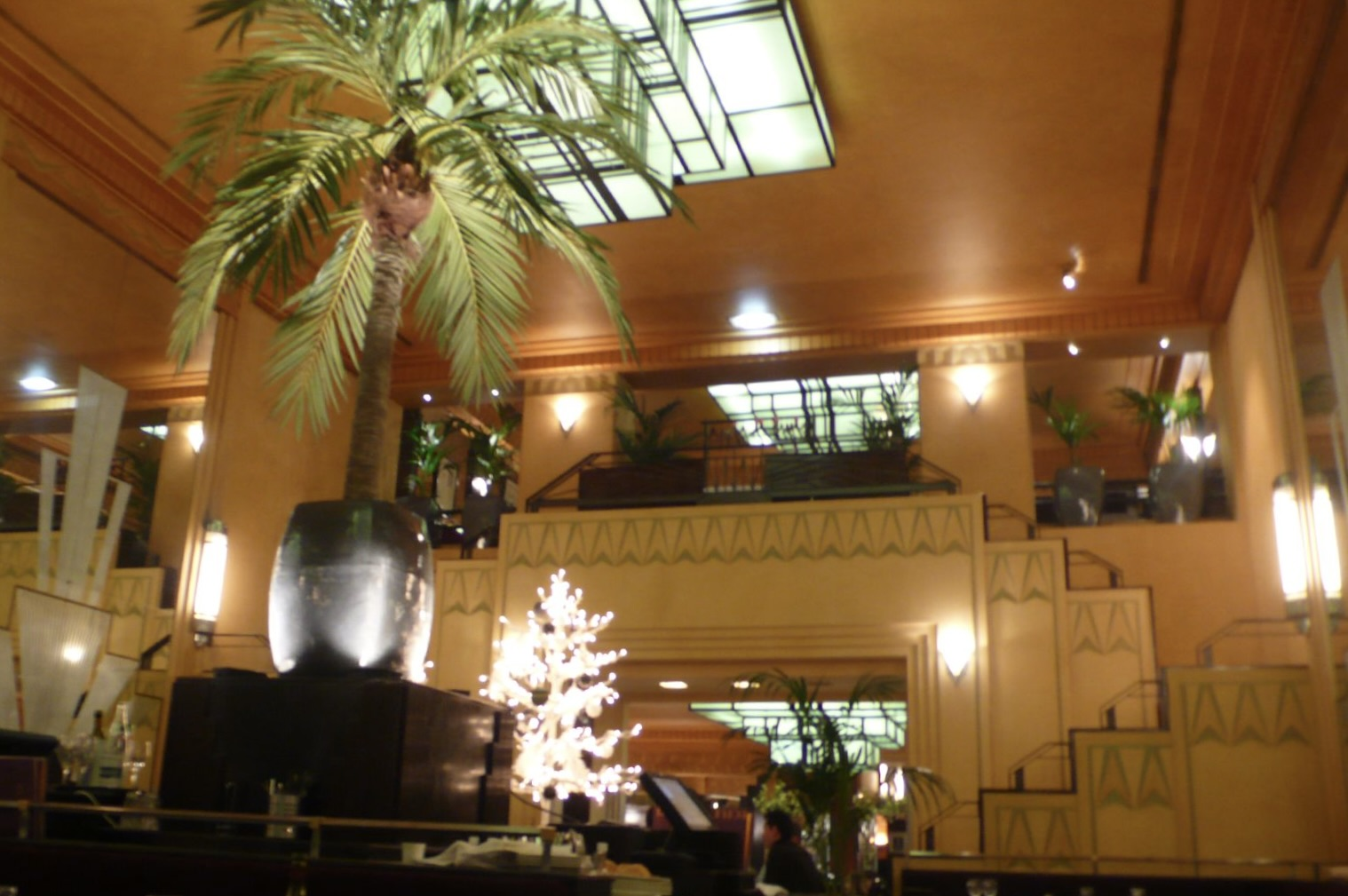
Im Bœuf sur le Toit

Le Bœuf sur le Toit (wörtlich der Ochse auf dem Dach) war ursprünglich ein Musikkabarett und ist heute ein Restaurant im 8. Arrondissement von Paris. Es wurde am 10. Januar 1922 von Louis Moysès eröffnet. In der Zeit zwischen den Weltkriegen war es ein Treffpunkt von Pariser Intellektuellen und Künstlern. Namentlich Jean Cocteau war häufig dort anzutreffen.

## Anfänge

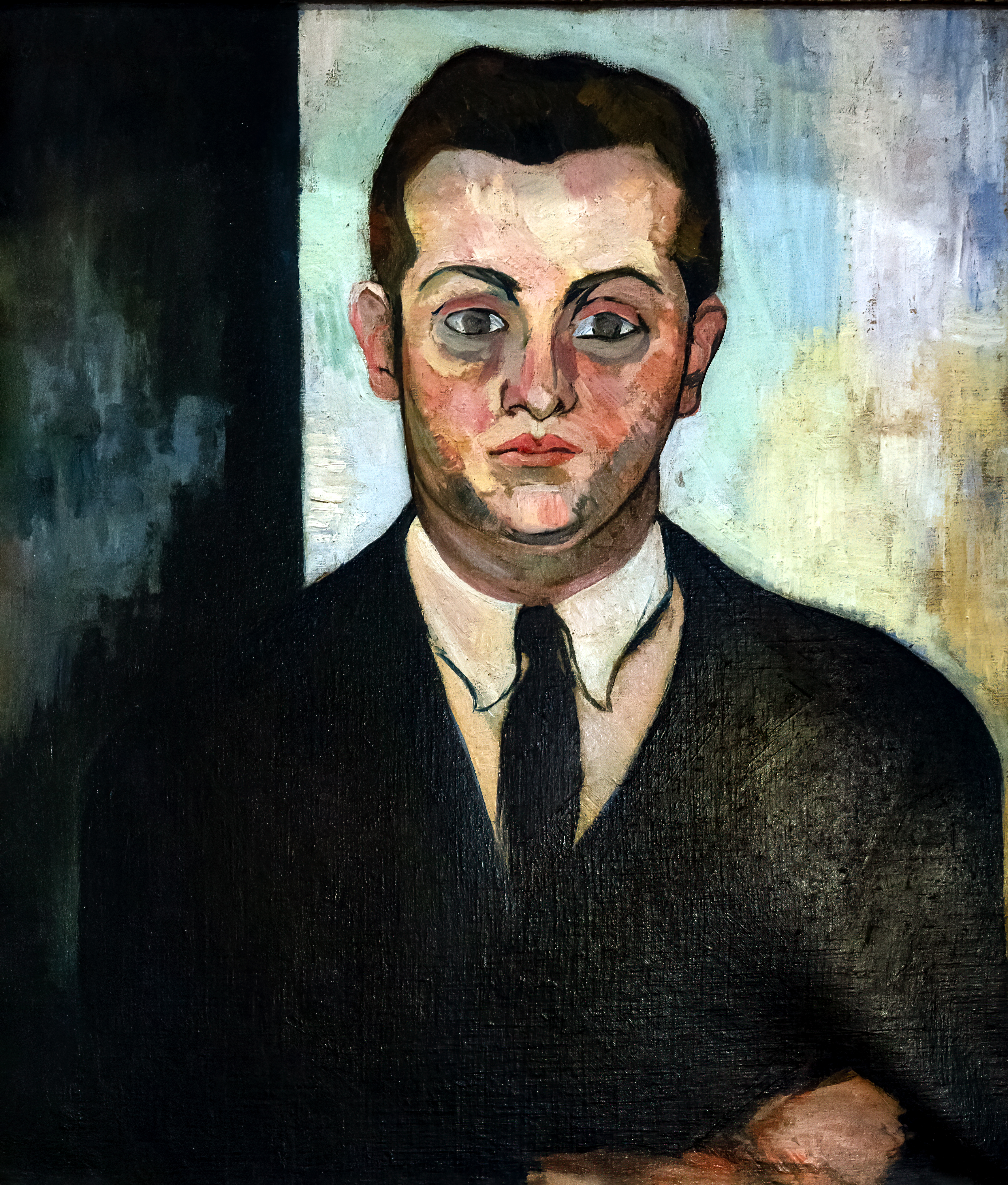
Louis Moysés von Suzanne Valadon

1919 kehrte der Komponist Darius Milhaud von einer Brasilienreise zurück. Fasziniert von der dortigen Musik, gründete er mit befreundeten Musikern in Paris die Gruppe Les Six. Ein populäres Lied, das er aus Brasilien mitbrachte, war O Boi no Telhado. Er schlug diese Melodie Jean Cocteau als Thema für ein Ballett vor, als Nachfolge für das erfolgreiche Ballett Parade. Man einigte sich auf den Titel Le Bœuf sur le toit für dieses Ballett – die wörtliche Übersetzung des brasilianischen Liedtitels. Ab 1921 konnte man oft Milhaud, gemeinsam mit Georges Auric und Arthur Rubinstein, in der Bar la Gaya zu sechs Händen spielen hören. Die Gelegenheit, dort Cocteau und seine Freunde zu treffen, machte die Bar populär. Als sie im Dezember 1921 in die Rue Boissy-d’Anglas umzog, änderte der Inhaber, Louis Moysès, den Namen in Le Bœuf sur le Toit. Zweifellos bezweckte er damit, Cocteau und seine Freunde an das Lokal zu binden. Mit der Zeit wurde die Bar solch ein bekannter Künstlertreffpunkt, dass viele glaubten, Milhaud habe sein Stück nach ihr benannt – obwohl das Gegenteil der Fall ist.

## Geschichte
Le Bœuf sur le Toit hatte schon gleich bei der Eröffnung Erfolg. In den 1920er Jahren wurde es zu einem der führenden Pariser Kabaretts. Am Eröffnungsabend spielte der Pianist Jean Wiener Melodien von George Gershwin, auf der Trommel begleitet von Cocteau und Milhaud.
Le Bœuf zog Künstler aller Ausrichtungen an. Unter den Gästen waren Pablo Picasso, Sergej Diaghilew, René Clair und Maurice Chevalier. Die bekannte dadaistische Collage L’Œil cacodylate von Francis Picabia schmückte den Raum. Le Bœuf sur le Toit konzentrierte sich jedoch auf die Musik. Man konnte dort Jean Wiener beim Spielen von Bach-Werken zuhören, der Klaviervirtuose Clément Doucet pflegte Stücke von Cole Porter zu spielen, und Marianne Oswald sang Chansons von Kurt Weill. Man traf Stravinsky, Francis Poulenc und Erik Satie im Bœuf. Ein weiterer häufiger Gast war der junge amerikanische Komponist Virgil Thomson, dessen Kompositionen in den folgenden Jahren von Mitgliedern von Les Six beeinflusst wurden.
1928 musste Louis Moysès eine neue Bleibe für sein Kabarett suchen. Seitdem wechselte Le Bœuf sur le Toit mehrmals die Adresse:
- 1922: 28 rue Boissy d’Anglas in einem Haus aus dem 18. Jahrhundert;
- 1927: 21 rue Boissy d’Anglas;
- 1927: 28 rue Boissy d’Anglas;
- 1928: 33 rue Boissy-d’Anglas;
- 1928: 26 rue de Penthièvre;
- 1936: 43 bis avenue Pierre-Ier-de-Serbie;
- 1941: 34 rue du Colisée; dies ist die aktuelle Adresse.

Maurice Sachs erwähnt le Bœuf sur le Toit in einer Reihe seiner Werke. In Au temps du Bœuf sur le Toit, erschienen 1939, setzte er diesem Kabarett ein Denkmal. Laut Zeugenaussagen bei einem Gerichtsprozess in Essen begegneten sich dort 1938 Herschel Grynszpan und Ernst vom Rath, kurz bevor Grynszpan in der deutschen Botschaft in Paris auf vom Rath schoss.
Seinen ursprünglichen Charakter der Années folles konnte Le Bœuf sur le Toit nicht bewahren. Heute ist es ein gehobenes Restaurant mit Art-Déco-Einrichtung, makellos weißen Tischdecken, und Geschirr aus dem Limousin – ein Treffpunkt für Geschäftsleute, zahlungskräftige Kunden und Prominenz. Es gehört zur Groupe Flo, der eine Reihe anderer Restaurants in Paris gehören, unter ihnen die Brasserie Bofinger.

## Geflügeltes Wort
Paris erlebte in den 1920er und 1930er Jahren eine Blütezeit des Jazz. Nach ihren regulären Auftritten pflegten sich Musiker im Bœuf sur le Toit zu treffen, um dort bis tief in die Nacht weiterzuspielen. So bürgerte sich in Frankreich das geflügelte Wort faire un bœuf (wörtlich einen Ochsen machen) für eine Jamsession ein.